# Genitoconia atriolonga
Genitoconia atriolonga är en blötdjursart som beskrevs av Luitfried von Salvini-Plawen 1967. Genitoconia atriolonga ingår i släktet Genitoconia och familjen Gymnomeniidae. Inga underarter finns listade i Catalogue of Life.